# ريتشارد بويل
ريتشارد بويل (بالإنجليزية: Richard Boyle)‏ هو راكب الكنو نيوزيلندي، ولد في 27 مايو 1961.

## وصلات خارجية
- ريتشارد بويل على موقع أوليمبيديا (الإنجليزية)
- ريتشارد بويل على موقع اللجنة الأولمبية النيوزيلندية (الإنجليزية)